# Dylan Windler
Dylan Windler (Indianapolis, Indiana; 22 de septiembre de 1996) es un baloncestista estadounidense que pertenece a la plantilla de los Atlanta Hawks de la NBA, con un contrato dual que le permite jugar además en su filial de la G League, los College Park Skyhawks. Con 2,01 metros de estatura, juega en la posición de alero.

## Trayectoria deportiva

### High School
Windler asistió en su etapa de secundaria al instituto Perry Meridian High School en Indianapolis, donde en su última temporada promedió 27,3 puntos y 10,2 rebotes, liderando en ambos apartados dentro del estado de Indiana.

### Universidad
Jugó cuatro temporadas con los Bruins de la Universidad Belmont, en las que promedió 13,2 puntos, 7,8 rebotes, 2,0 asistencias y 1,9 robos de balón por partido. Fue incluido en el mejor quinteto de la Ohio Valley Conference en sus dos últimas temporadas.

#### Estadísticas
| Año     | Equipo  | PJ  | PT | MPP  | %TC  | %3P  | %TL  | RPP  | APP | ROB | TPP | PPP  |
| ------- | ------- | --- | -- | ---- | ---- | ---- | ---- | ---- | --- | --- | --- | ---- |
| 2015–16 | Belmont | 32  | 1  | 18.4 | .495 | .239 | .667 | 4.5  | .9  | .6  | .6  | 4.3  |
| 2016–17 | Belmont | 30  | 30 | 30.1 | .533 | .398 | .733 | 6.3  | 1.6 | .9  | 1.0 | 9.2  |
| 2017–18 | Belmont | 33  | 33 | 35.4 | .559 | .426 | .718 | 9.3  | 2.7 | 1.0 | .9  | 17.3 |
| 2018–19 | Belmont | 33  | 33 | 33.2 | .540 | .429 | .847 | 10.8 | 2.5 | 1.4 | .6  | 21.3 |
| Total   | Total   | 128 | 97 | 29.4 | .541 | .406 | .761 | 7.8  | 2.0 | 1.0 | .8  | 13.2 |

### Profesional
Fue elegido en la vigésimo sexta posición del Draft de la NBA de 2019 por Cleveland Cavaliers.
Tras tres años en Cleveland, el 24 de julio de 2023, firma un contrato dual con New York Knicks, y el 21 de octubre, poco antes del comienzo de la temporada, los Knicks convierten su contrato dual en uno estándar. El 13 de diciembre fue despedido por New York. Sin embargo, dos días después fue adquirido por su filial, los Westchester Knicks.
El 6 de enero de 2024 firmó un contrato dual con Los Angeles Lakers. El 2 de marzo fue despedido, tras participar en ocho partidos.
El 4 de marzo firmó un contrato dual con los Atlanta Hawks y su filial de la G League, los College Park Skyhawks.

## Estadísticas de su carrera en la NBA

### Temporada regular
| Año     | Equipo      | PJ  | PT | MPP  | %TC  | %3P  | %TL  | RPP | APP | ROB | TPP | PPP |
| ------- | ----------- | --- | -- | ---- | ---- | ---- | ---- | --- | --- | --- | --- | --- |
| 2020-21 | Cleveland   | 31  | 0  | 16.5 | .438 | .338 | .778 | 3.5 | 1.1 | .6  | .4  | 5.2 |
| 2021-22 | Cleveland   | 50  | 0  | 9.2  | .378 | .300 | .833 | 1.8 | .7  | .3  | .1  | 2.2 |
| 2022-23 | Cleveland   | 3   | 0  | 3.5  | .667 | .500 | —    | .0  | .3  | .3  | .0  | 1.7 |
| 2023-24 | New York    | 3   | 0  | 2.5  | .500 | .500 | —    | .3  | .3  | .0  | .0  | 1.0 |
| 2023-24 | L.A. Lakers | 8   | 0  | 3.5  | .444 | .500 | —    | .4  | .8  | .0  | .0  | 1.5 |
| 2023-24 | Atlanta     | 6   | 0  | 12.2 | .526 | .471 | —    | 2.0 | .5  | .3  | .0  | 4.7 |
| Total   | Total       | 101 | 0  | 10.8 | .425 | .347 | .800 | 2.1 | .8  | .4  | .1  | 3.2 |